# Кёнга (село)
Кёнга (нар. южносельк. ӄӧ̄ — бок, ӄӧ̄нга — боковая река) — село в Бакчарском районе Томской области России. Входит в состав Парбигского сельского поселения.
Население — ↘34 (2021).

## География

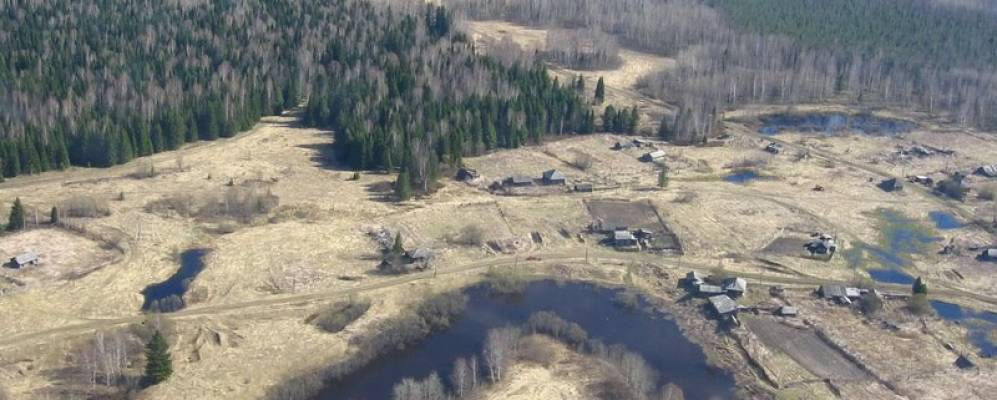
Кёнга

Село стоит на берегу одноимённой реки на северо-западе Бакчарского района. Рядом с Кёнгой проложена дорога, соединяющая Парбиг с городом Кедровый.

## История
Место исторического проживания южных селькупов (группа чумэлкуп).

### Культовые места
Как рассказывал местный селькуп И. В. Ипоков, недалеко от посёлка на р. Кёнга росла ель, под которую все жители поселка приносили кости добытых ими промысловых животных (и даже сливали кровь, оставшуюся во время разделки туши). Считалось, что если с костями и кровью поступить правильно, то впоследствии эти животные возродятся.

## Население
| 2002 | 2010 | 2012 | 2013 | 2014 | 2015 | 2021 |
| ---- | ---- | ---- | ---- | ---- | ---- | ---- |
| 199  | ↘115 | ↘108 | ↘103 | ↘97  | ↗102 | ↘34  |

## Местное самоуправление
Глава поселения — Людмила Владимировна Косолапова.

## Социальная сфера и экономика
В деревне работает библиотека и фельдшерско-акушерский пункт. Ближайшие школа и фельдшерско-акушерский пункт расположены в Парбиге.
Действуют несколько частных предпринимателей, работающих в сфере сельского хозяйства и розничной торговли.